# Leuth (Paesi Bassi)
Leuth è un villaggio dei Paesi Bassi di 1.810 abitanti situato nella provincia della Gheldria. Fa parte del comune di Ubbergen, 10 km ad est di Nimega.